# ملی‌گرایی انگلیسی

پرچم انگلستان

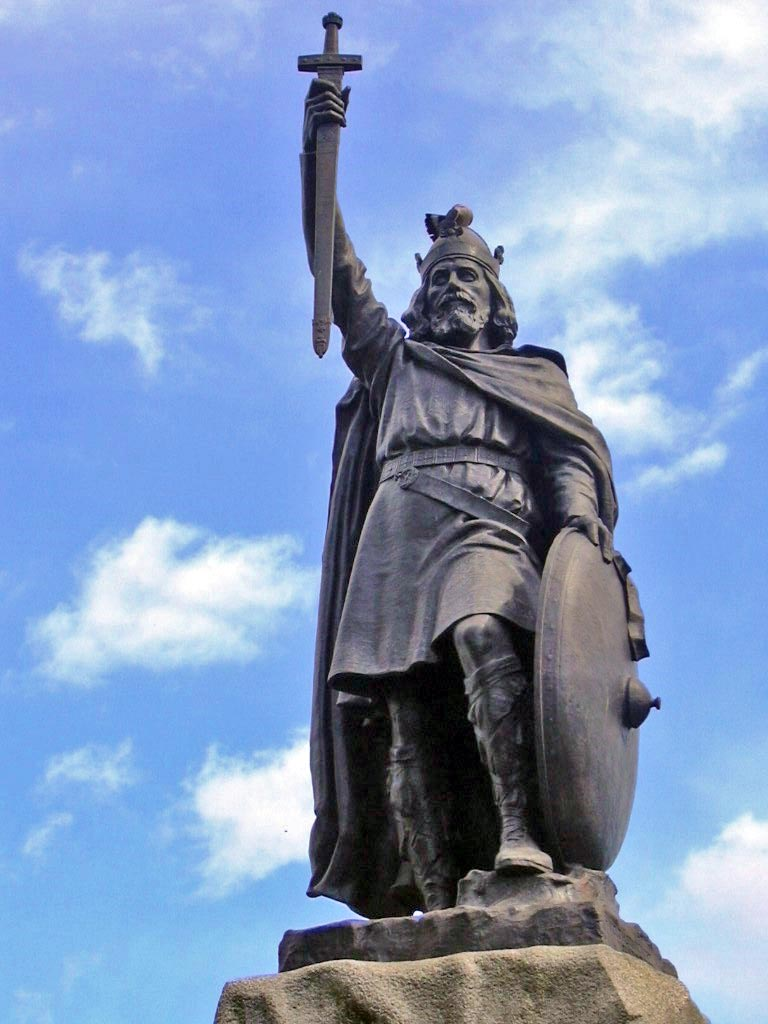
مجسمه آلفرد بزرگ، پادشاه آنگلوساکسون ویسکس از ۸۷۱ تا ۸۹۹.

نقشه انگلستان (قرمز تیره) در داخل پادشاهی متحده (قرمز روشن)

ملی‌گرایی انگلیسی یا ناسیونالیسم انگلیسی (به انگلیسی: English nationalism) نوعی از ناسیونالیسم است که ادعا می‌کند که انگلیسی همه مردم انگستان انگلیسی هستند و قصد ترویج فرهنگ و زبان انگلیسی دارد. به معنای کلی، جنبش‌ها و احساسات سیاسی و اجتماعی الهام گرفته از عشق به فرهنگ، زبان و تاریخ انگلیسی و احساس غرور در انگلیس و مردم انگلیس است. ملی گرایان انگلیسی اغلب خود را بیشتر انگلیسی می‌دانند تا بریتانیایی باشند.
در سطح سیاسی، برخی از ملی گرایان انگلیسی طرفدار خودگردانی برای انگلیس مانند دموکرات‌های انگلیسی هستند. این می‌تواند به شکل پارلمان متحول انگلیس در داخل پادشاهی انگلستان یا تأسیس مجدد یک کشور مستقل انگلیس در خارج از انگلستان باشد.

## تاریخچه
تاریخ ملی‌گرایی انگلیسی یک منطقه بورسیه مورد بحث است. آدریان هاستینگز، مورخ نوشته‌است:

### آنگلوساکسون

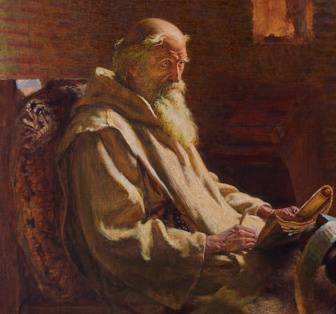
سنت بد

پاتریک وورمالد ادعا کرده‌است که انگلیس یک ملت در زمان سنت بد بود، که در حدود سال ۷۳۰ تاریخچه کلیسای Historia ecclesiastica gentis Anglorum (تاریخ کلیسایی مردم انگلیس) را نوشت. ورمالد «نقش تعیین‌کننده در تعیین هویت ملی انگلیس و سرنوشت ملی انگلیس» را به بده نسبت می‌دهد. بده از برچسب «انگلیسی» برای توصیف مردمان ژرمنی ساکن انگلیس استفاده می‌کند: آنگل‌ها، ساکسون‌ها و جوت‌ها، و به استثنای انگلیسی‌ها، اسکاتلندی‌ها و Picts. در پاراگراف آخر، به پیشگفتار تاریخ کلیسایی مردم انگلیس ، بیده از واژه معمول " gens " جدا می‌شود و در عوض از کلمه " ملت " برای توصیف " historia nostrae nationis " استفاده می‌کند: تاریخ ملت خود ما. این اولین حضور کلامی ملت انگلستان است.
شعر آنگلوساکسون نبرد مالدون نبرد مذکور را بین نیروهای آنگلوساکسون اتلرد ناآگاه در برابر حمله وایکینگ‌ها در ۹۹۱ توصیف کرد. این شعر دفاع از آنگلوساکسون‌ها را در مورد "سرزمین خود، سرزمین اترلد پادشاه، مکان و مردم" ستود و Byrhtnoth، ارل اسکس را چنین نسبت داده‌اند که می‌گوید: "آیا مردم ما، ملت ما تحمل شما را برای رفتن از این رو با طلای ما؟ "
هاستینگز و جیمز کمبل معتقدند که انگلیس در اواخر دوران آنگلوساکسون یک کشور ملی بود. کمپبل می‌نویسد که با پیروزی نورمن در سال ۱۰۶۶، «انگلیس در آن زمان یک دولت ملی بود».

### قرون وسطی
با فتح نورمن، طبقه ای حاکم بر انگلیس معرفی شد که صاحبان زمین و روحانیون انگلیسی را آواره کرد و فقط انگلیسی-نورمانی صحبت می‌کرد، اگرچه به احتمال زیاد بسیاری از آنها از نسل دوم به بعد انگلیسی بلد بودند. ویلیام از مالمسبوری، شرح نویسی از نژاد مختلط انگلیس و نورمن در قرن دوازدهم، نبرد هاستینگز را چنین توصیف کرد: "آن روز مرگبار برای انگلیس، ویرانی غم انگیز کشور عزیزمان [dulcis patrie]". وی همچنین ابراز تاسف کرد: "انگلیس به محل سکونت افراد خارجی و سلطه بیگانگان تبدیل شده‌است. امروزه، هیچ انگلیسی ارل، اسقف یا ابن نیست، و تازه واردان ثروت و بسیار داخلی انگلیس را می‌خزند. و هیچ امیدی به پایان این مصیبت نیست ". روایتگر دیگری به نام رابرت گلوستر، که در بخشی از قرن‌های گذشته، در اواسط تا اواخر قرن سیزدهم صحبت می‌کرد:
... نورمن پس از سخنرانی خود نمی‌توانست چیزی بگوید، و آنها همان‌طور که در خانه صحبت کرده بودند فرانسوی صحبت می‌کردند و فرزندانشان نیز آن را آموزش می‌دادند، به طوری که مردان مهم در این کشور که از سهام خود هستند همه همان گفتاری که آنها از آنها گرفته‌اند؛ زیرا، مگر اینکه مردی فرانسوی بلد باشد، کمی به او فکر می‌شود. اما مردان فروتن به زبان انگلیسی و گفتار خود ادامه می‌دهند. من فکر می‌کنم هیچ کشوری در کل جهان وجود ندارد که به سخنرانی خود پایبند بماند، جز انگلیس.
پادشاه ادوارد اول، خود یک سخنران نورمن-فرانسوی، هنگام صدور نامه‌هایی برای احضار پارلمان در سال ۱۲۹۵، ادعا کرد که پادشاه فرانسه قصد دارد به انگلستان حمله کند و انگلیسی قدیمی را خاموش کند، «طرحی کاملاً نفرت‌انگیز که خداوند می‌تواند جلوی آن را بگیرد».

در Cursor Mundi، یک شعر مذهبی ناشناس در شمال انگلیسی میانه با قدمت تقریبی ۱۳۰۰ ساله، این کلمات وجود دارد: "Of Ingland the nacion". Prologue شروع می‌شود:

ایالت کایرچس
این مثل آن است که ترجمه می‌شود،
به ترفند انگلیسی برای بازخرید،
برای عشق به انگلیس lede ,
Inglis lede of Ingeland،
برای اینکه شما در ارتباط باشید
Frankis rimes اینجا من قرمز کردم
Comunlik in ilk a sted؛ آن را برای مرد فرانسیس سنگین می‌کند -
Quat برای او و فرانسیس است؟
از اینگلند،
Es Inglis man þar در ارتباطات
این یک مرد است که ممکن است با دکل سرعت بگیرد،
مست þarwith به speke war nede.
سلدن برای آنی شانس بود
Inglis tong را در فرانسه ستایش کرد.
به ما یک لنگه شبیه ببخشید،
من فکر می‌کنم ما بدون خشم کار نمی‌کنیم.
من برای هوس کردن مرد انگلیسی، هجی می‌کنم. . .

این کتاب، مطابق با شأن مقدس کلیسا، به زبان انگلیسی ترجمه شده‌است تا خوانده شود، برای عشق به مردم انگلیس، انگلیسی‌های انگلیس، برای درک عوام. من به‌طور معمول در اینجا همه جا آیات فرانسوی را خوانده‌ام. این بیشتر برای فرانسوی انجام می‌شود - چه چیزی برای او وجود دارد که فرانسه بلد نیست؟ در مورد ملت انگلیس، این یک انگلیسی است که معمولاً آنجاست. لازم است که بیشتر سخنرانی‌هایی را که می‌توان به بهترین شکل صحبت کرد، بیان کنیم. بندرت زبان فرانسه در فرانسه مورد ستایش قرار گرفته‌است. اگر به هرکسی زبان خاص خود را بدهیم، به نظر من هیچ آسیبی به آنها نمی‌رسانیم. من با یک غیر روحانی 
در سال ۱۳۲۳ میلادی هنری لمبارد، یک روحانی، به دادگاه آورده شد و از او پرسید که چگونه می‌خواهد خود را از اتهام سرقت پاک کند. لامبارد به انگلیسی گفت که او روحانی است و سپس از او س ifال شد که آیا او زبان لاتین می‌داند یا فرانسه. وی در پاسخ گفت که او انگلیسی است و انگلیسی متولد است و صحبت کردن به زبان مادری او مناسب است. او از صحبت به زبان دیگر به جز انگلیسی امتناع ورزید. وی که از دادن پاسخ دیگری به دادگاه امتناع ورزید، به دادگاه دیگری متعهد شد که از peine forte et dure رنج ببرد.
در دهه‌های بعدی قرن چهاردهم زبان انگلیسی دوباره مورد استفاده رسمی قرار گرفت. قانون التماس در انگلیسی ۱۳۶۲ سعی داشت زبان فرانسه را با انگلیسی جایگزین کند برای همه درخواست‌ها در دادگاه‌ها. دادخواست Mercers به پارلمان ۱۳۸۶ قدیمی‌ترین مقاله انگلیسی پارلمانی است. اولین وصیت نامه‌های انگلیسی در دادگاه آزمایشی لندن مربوط به سال ۱۳۸۷ است. اولین بازپرداختهای انگلیسی، دستورالعمل‌ها، طرز استفاده‌ها، دارایی‌های طلاها از سال ۱۳۸۹ است و از لندن، نورویچ و کینگز لین به دست می‌آید. جان ترویسا، در سال ۱۳۸۵، نوشت: "... در تمام مدارس گرامری انگلستان کودکان فرانسه را رها می‌کنند و به انگلیسی تعبیر می‌کنند و یادمی‌گیرند. . . همچنین آقایان اکنون تدریس آموزش فرانسوی به فرزندان خود را متوقف کرده‌اند ".
جنگ صد ساله با فرانسه (۱۳۴۵–۱۴۵۳) احساس ملی‌گرایی انگلیسی را برانگیخت. می مک کی ساک ادعا کرده‌است که "پایدارترین و قابل توجه‌ترین پیامدهای جنگ را شاید باید در حوزه روانشناسی ملی جستجو کرد. . . زیرا پیروزی‌ها پیروزی‌ها بودند، نه تنها پادشاه و اشراف، بلکه ملت ". در سال ۱۳۴۶ در پارلمان برای اهداف تبلیغاتی یک قانون جعلی (که در آن پادشاه فرانسه خواستار از بین بردن ملت انگلیس می‌شد) در پارلمان به نمایش گذاشته شد در حالی که پارلمان برای رأی دادن لوازم به پادشاه، که درگیر محاصره کاله بود، احضار شد. پس از محاصره کاله در سال ۱۳۴۶، پادشاه ادوارد سوم ساکنان آن شهر را اخراج کرد، زیرا، به گفته وی، «من دوباره مردم را از بین می‌برم و با Englysshmen خالص شهر را از بین می‌برم». هنگامی که شاه هنری پنجم هارفلور را در سال ۱۴۱۵ فتح کرد، به ساکنان دستور داد تا آنجا را ترک کرده و مهاجران انگلیسی را به جای آنها وارد کنند.

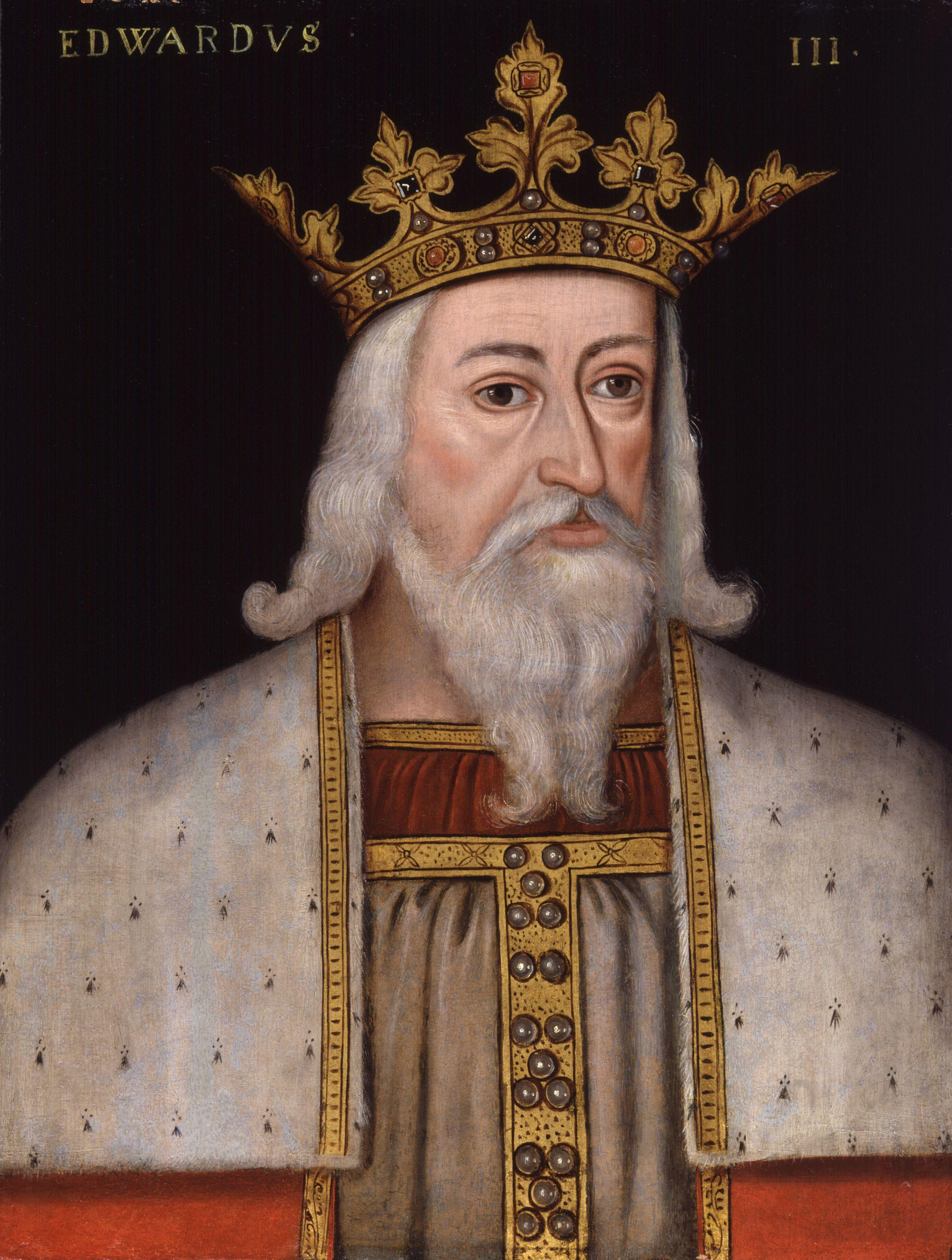
پادشاه ادوارد سوم

ادوارد سوم در طول جنگ‌های خود علیه اسکاتلند و فرانسه سنت جورج را ارتقا داد. در زمان ادوارد اول و ادوارد دوم، بنرهایی که صلیب مقدس جورج را به همراه داشتند، همراه با دستهای مقدس ادموند شهید و سنت ادوارد اعتراف حمل می‌شدند. با این حال ادوارد سوم سنت جورج را نسبت به مقدسین ملی قبلی سنت ادموند ، سنت ادوارد اعتراف کننده و سنت گریگوری بزرگ ارتقا داد. در ۱۳ اوت ۱۳۵۱ سنت جورج به عنوان «جورج مبارک، شکست ناپذیرترین ورزشکار مسیح، که نژاد انگلیسی به عنوان حامی آنها، به ویژه در جنگ، نام و محافظت از او را فرا می‌خواند» جشن گرفته شد. در چیچستر در سال ۱۳۶۸ یک صنف «به افتخار تثلیث مقدس و شهید باشکوه آن جورج، محافظ و حامی انگلیس» تأسیس شد. صلیب سنت جورج توسط ادوارد سوم به عنوان پرچم‌های کشتی‌های خود استفاده می‌شد و توسط ارتش‌های او حمل می‌شد. سنت جورج مقدس حامی انگلیس شد و سرانجام صلیب وی پرچم انگلستان شد.
لورنس مینوت، که در اوایل قرن چهاردهم می‌نوشت، شعرهای وطن پرستانه نوشت و پیروزی‌های نظامی ادوارد سوم را در برابر اسکاتلندی‌ها، فرانسوی‌ها، بوهمی‌ها، اسپانیایی‌ها، فلاندی‌ها و ژنوها جشن گرفت.
پس از پیروزی انگلیسی‌ها در کرسی در سال ۱۳۴۶، یک روحانی شعر لاتین را در انتقاد از فرانسوی‌ها و تحسین انگلیسی‌ها نوشت:

فرانسه، زنانه، فاروسی، تجسم قدرت
سیاه گوش، افعی، روباه، گرگ، یک ماده ماد . . .
قلمرو انگلیس، گل رز جهان، گل بدون خار،
عسل بدون لجن؛ شما در دریا دریا پیروز شده‌اید.

اندکی پس از پیروزی هنری پنجم بر فرانسوی‌ها در آگینکورت در سال ۱۴۱۵، ترانه ای برای جشن پیروزی نوشته شد. آن آغاز شده:

Deo gratias Anglia redde pro victoria!
اوره کینگه به نرماندی رفت
با فضل و عظمت دلاوری
خداوند به خاطر او با خیرخواهی کرد
از این رو Englonde ممکن است تماس بگیرد و گریه کند
دیو گریتاس:
Deo gratias Anglia redde pro victoria.

جان ویکلیف (۱۳۲۰ تا ۱۳۸۴)، بنیانگذار جنبش اصلاح طلب لولارد، علیه قدرت پاپ بر انگلیس استدلال کرد: "در حال حاضر یک سوم و بیشتر انگلیس در دست پاپ است. در یک کشور نمی‌توان دو حاکم وقت داشت. یا ادوارد پادشاه است یا اوربان پادشاه است. ما انتخاب خود را انجام می‌دهیم. ما ادوارد انگلیس را می‌پذیریم و اوربان رم را رد می‌کنیم ". ویکلیف ترجمه کتاب مقدس خود را به انگلیسی توجیه کرد: «انجیلهای کریست که در انگلیش نوشته شده‌اند، تا از این طریق فعالیتهای ما بیشتر شود».
رابرت کالز مورخ استدلال کرده‌است که "در اواسط قرن چهاردهم تقریباً همه الزامات هویت ملی انگلیسی وجود داشت"، از جمله "احساس متمایز قلمرو و قومیت، یک کلیسای انگلیسی، مجموعه ای از افسانه‌های ملی، و یک زبان مشترک روشن ". آنتونی دی. اسمیت، محقق ملی‌گرایی، تا حدی موافق است، زیرا از دیدگاه اتنوسیمبولیستی وی هسته قومی لازم برای توسعه ملت‌های مدرن در طی قرن چهاردهم متبلور شده‌است. اگرچه ادعا می‌شود که «یک ملت انگلیس به وجود آمده‌است، فقط اینکه برخی از فرایندهایی که به تشکیل ملتها کمک می‌کنند قابل تشخیص است».

### تودور

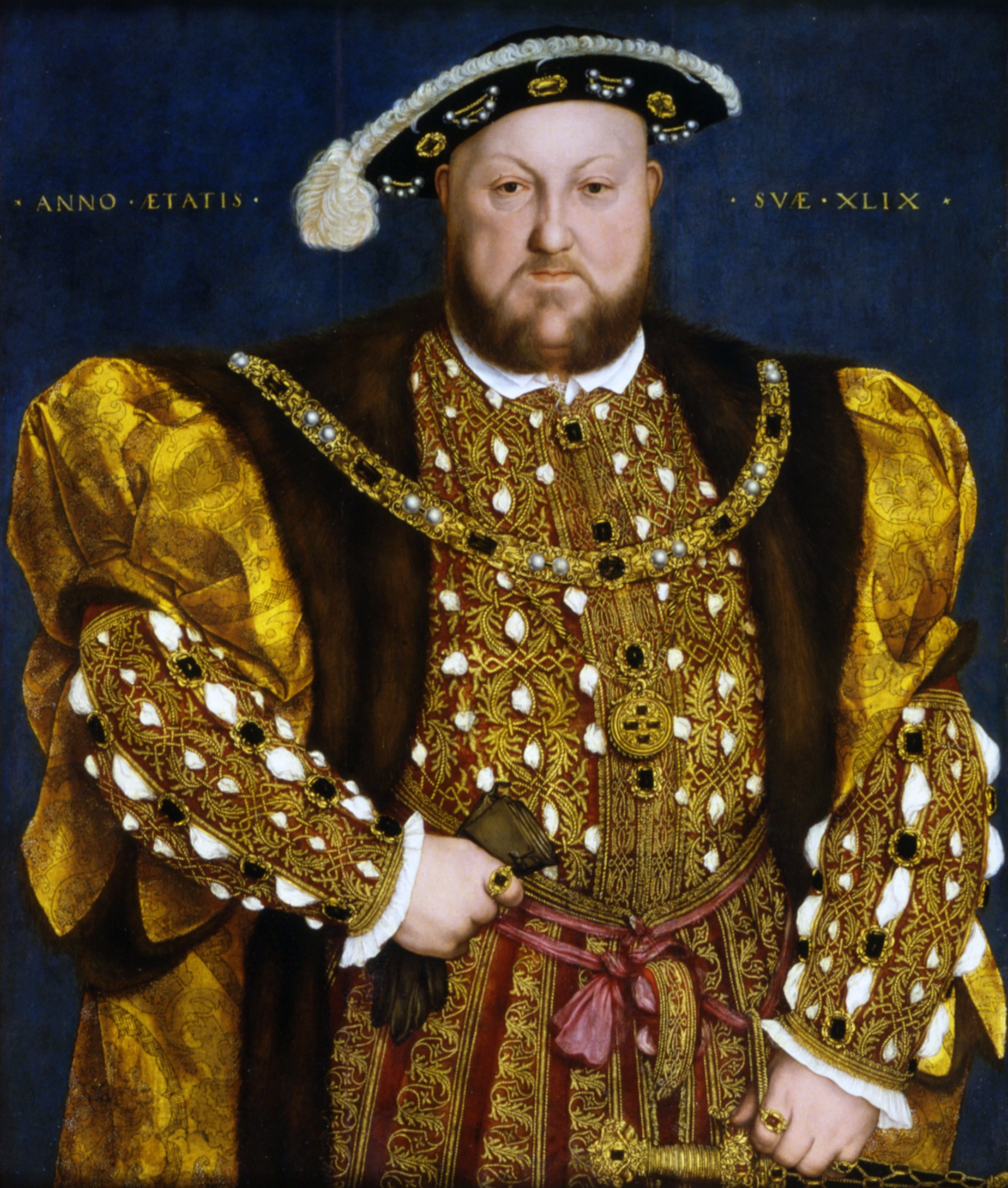
هانری هشتم پادشاه انگلیس

جفری التون، مورخ دوره تودور، ادعا کرده‌است که «انقلاب تودور در دولت» در زمان پادشاهی هنری هشتم و وزیر ارشد وی توماس کرامول مفهوم «حاکمیت ملی» را به عنوان ماده اصلی تشکیل می‌دهد. قانون مهار تجدیدنظر در ۱۵۳۳ مقدمه معروف این تئوری را خلاصه می‌کند:
جایی که توسط غواصان و تاریخهای معتبر قدیمی آشکارا اعلام شده و بیان شده‌است که این قلمرو انگلیس یک امپراتوری است … توسط یک رئیس عالی و پادشاه اداره می‌شود که دارای کرامت و املاک سلطنتی تاج شاهنشاهی همان است که برای او بدنه سیاسی، جمع و جور از انواع و اقسام افرادی که از نظر معنوی و زمانی تقسیم شده‌اند، مقید و مدیون هستند که در کنار خدا یک اطاعت طبیعی و فرومایه را متحمل می‌شوند.
این امر با اعلام انگلیس به عنوان «امپراتوری» به معنای این بود که انگلیس کشوری کاملاً مستقل از «اقتدار هرگونه قدرت خارجی» است. التون ادعا کرد که «ما این نوع کارها را یک کشور ملی مستقل می‌نامیم». این قانون فرجام خواهی از دادگاه‌های داخل قلمرو به دادگاه‌های خارج از قلمرو را غیرقانونی اعلام کرد. اصلاحات انگلیسی صلاحیت پاپ را در انگلیس از بین برد. انگلیس اکنون کاملاً مستقل شده بود. به همین دلیل سر توماس مور به مرگ خود رفت، زیرا به گفته وی: "این قلمرو، تنها یک عضو و بخش کوچکی از کلیسا است، ممکن است یک قانون خاص را با قانون کلی کلیسای مقدس کاتولیک مسیح قابل تخلیه نباشد، دیگر از آنجا که شهر لندن از نظر کل قلمرو یک عضو ضعیف است، ممکن است قانونی علیه اقدام پارلمان وضع کند ". وی بعداً گفت: "من مقید نیستم … وجدان خود را با شورای یک قلمرو در برابر شورای عمومی مسیحیت مطابقت دهم. برای اسقف‌های مقدس پیش گفته من بیش از صد نفر دارم. و برای یک شورا یا مجلس. . . من تمام مجالس این هزار سال را ساخته‌ام. و برای این یک پادشاهی، من همه قلمروهای مسیحی دیگر را دارم ".
وقتی ماری (دختر هنری و کاترین آراگون) در سال ۱۵۵۳ ملکه شد، با فلیپه دوم اسپانیایی ازدواج کرد و درصدد بازگشت انگلستان به کاتولیک روم بود. التون نوشته‌است که "به جای خلق و خوی سکولار تودور، احساس خونسردی سیاسی و هویت قاطع با انگلیس و انگلیسی، او نسبت به آیین کاتولیک و روم، فقدان تدبیر سیاسی، و افتخار اسپانیایی بودن ابراز علاقه کرد. " ماری می‌خواست با یک اسپانیایی ازدواج کند و چارلز پنجم، امپراتور مقدس روم، فیلیپ دوم (همچنین پسر و وارث او) را انتخاب کرد. با این ازدواج، انگلستان به سلطه هابسبورگ تبدیل می‌شد و برای مدت کوتاهی این امر انجام شد (ازدواجهایی ترتیب داده شده مانند اینها در قرن شانزدهم امپراتوری هابسبورگ را بنا نهاده بود). انگلیس "به سختی بخشی از پیاده را بازی می‌کرد" در نبرد دیپلماتیک بین قدرت‌های بزرگ اروپایی (فرانسه مخالف این مسابقه بود) و این ازدواج در انگلیس بسیار محبوب نبود، حتی طرفداران خود مری مانند استفان گاردینر، که مخالف کاهش انگلیس به " مستعمره اسپانیا ". ایان آرچر استدلال کرده‌است که «احتمال اینکه انگلیس بتواند به یک گاو دوش دیگر هابسبورگ تبدیل شود بسیار واقعی بود». یک درباری، سر توماس ویات، با انگیزه «کینه ملی گرایانه از پادشاه پیشنهادی خارجی»، شورشی را برای تلاش برای جلوگیری از ازدواج آغاز کرد. هواداران شورشیان از لندنی‌ها خواستند تا برای جلوگیری از «بردگان و ولایات» انگلیسی متصل شوند، که با پاسخ «ما انگلیسی هستیم» روبرو شد. این قیام شکست خورد و ویات در دادگاه خود اقدامات خود را با گفتن توجیه کرد: "قصد سوراخ ماین و استریت در برابر جلب غریبه‌ها و اسپانیردها بود و آنها را از این قلمرو لغو کرد". مری به شدت پروتستانها را مورد آزار و اذیت قرار داد، که توسط جان فاکس در کتاب شهدا ثبت شده‌است، که در تاریخ انگلیس بی‌سابقه بود و منجر به "نفرت بی حد و حصر از پاپ و کاتولیک روم شد که به یکی از بارزترین خصوصیات انگلیسی‌ها در حدود ۳۵۰ سال "
الیزابت اول (که جانشین مری در سال ۱۵۵۸ شد) در ۵ نوامبر ۱۵۶۶ در پارلمان سخنرانی کرد، و انگلیسی خود را تأکید کرد:
"آیا من در این قلمرو به دنیا نیامده ام؟ آیا والدین من در هیچ کشور خارجی متولد شده‌اند؟ آیا دلیلی وجود دارد که باید خودم را از مراقبت از این کشور بیگانه کنم؟ آیا پادشاهی من اینجا نیست؟ "
تکفیر الیزابت توسط گاو پاپ پاپ پیوس پنجم (Regnans in Excelsis) در سال ۱۵۷۰؛ قتل‌عام روز سنت بارتومه در سال ۱۵۷۲ ؛ انتشار کتاب شهدای فاکس؛ آرمادای اسپانیا در سال ۱۵۸۸؛ و توطئه باروت در سال ۱۶۰۵ همه به یک ملی‌گرایی انگلیسی کمک کردند که «کاملاً مبارز و پروتستان» بود. نمونه ای از این ملی‌گرایی را می‌توان در سخنرانی افتتاحیه لرد صدراعظم سر کریستوفر هاتون در پارلمان در سال ۱۵۸۹ پس از شکست آرمادا مشاهده کرد. توصیف شده‌است به عنوان «فرایندی که برای برانگیختن پاسخ‌های میهنی و ایدئولوژیکی طراحی شده‌است». این به شدت ضد کاتولیک بود (پاپ "خون شکن گرگ" بود)، انگلیسی‌هایی را که علیه کشور زادگاه خود روی آوردند اعدام کرد و برای دفاع از انگلیس درخواست کرد: "آیا اکنون باید با تمام بی آبرویی خود را فتح کنیم؟ انگلستان تاکنون مشهورترین پادشاهی به خاطر شجاعت و مردانگی در کل مسیحیت به حساب می‌آمده‌است، و آیا اکنون ما اعتبار قدیمی خود را از دست خواهیم داد؟ ". در سال ۱۵۹۱ یک جان فیلیپس یک یادبود در مورد زندگی و مرگ بزرگوار ارجمند، سر کریستوفر هاتون را منتشر کرد که شامل این موارد بود:

شما نجیب شریف، Countrimen بومی من،
من نیازی به ابر و نه تولد خود ندارم. . .
آیا گاو نر او برای کشورهایش خم نشده بود؟ . . .
پس شجاعت کنید، کشورهای خود را درست حفظ کنید ،.
در برابر ستایشگران Yoakes، گردنهای شما هرگز خم نمی‌شوند. . . .
کوین بخشنده ما،
گوهر فایر انگلند: از تاول و شادی ماندگار:. . .

سر والتر رالی، در یک گفتمان جنگ، نوشت که "اگر پادشاه ما ادوارد سوم در جنگهای فرانسه رونق می‌گرفت و با انگلیسی‌ها شهرهایی را که به دست آورد، همانطور که در کاله شروع کرد، فرانسوی‌ها را بیرون کرد، پادشاهان (به عنوان جانشینان وی) با همان دوره، در این زمان تمام فرانسه را پر از ملت ما می‌کرد، بدون هیچ تخلیه قابل توجهی از این جزیره ". هاستینگز ادعا کرده‌است که این کاربرد کلمه «ملت» (که توسط دکتر جانسون در فرهنگ لغت خود استفاده شده‌است) همان تعریف مدرن است.
در بین مورخان و دانشجویان ملل و ملی‌گرایی حمایت شدیدی از این ایده وجود دارد که انگلیس در دوره تودور یک ملت شد یا نه لیا گرینفلد استدلال می‌کند که انگلیس «اولین ملت در جهان» بود. برخی دیگر، از جمله پاتریک کالینسون و دیانا مویر اپلباوم، به شدت دربارهٔ ملیت انگلیسی دوران تودور بحث می‌کنند.
دیگران از جمله کریشان کومار معتقدند که ملتها فقط در دوره مدرن بوجود آمده‌اند و تا اواخر قرن نوزدهم نمی‌توان انگلستان را به عنوان یک ملت توصیف کرد.

### استوارت
ایده یوغ نورمن در قرن هفدهم به‌طور فزاینده ای در میان رادیکال‌های انگلیسی محبوب شد. آنها معتقد بودند که انگلیس انگلیس و ساکسون سرزمین آزادی است اما این آزادی با فتح نورمن‌ها و تحمیل فئودالیسم از بین رفت.
جان میلتون، در دهه ۱۶۴۰، نوشت: مرد بعد از خواب ".
همچنین توسط پروژه‌هایی مانند مکان‌یابی دیاسپور پنهان توسط دانشگاه نورثمبریا نشان داده شده‌است که جوامع انگلیسی در آمریکا و کانادا به ویژه در دهه ۱۸۰۰ از نژاد انگلیسی حس واضحی داشتند و بسیاری از جوامع و سازمان‌ها را تأسیس کردند و فرهنگ و سنت‌های انگلیسی را جشن گرفتند، مانند به عنوان پسران سنت جورج و غیره.
لیندا کولی در کتاب خود که به‌طور گسترده مورد استناد قرار گرفته‌است، انگلیسی‌ها: جعل ملت ۱۷۰۷–۱۸۳۷، در مورد تشکیل یک ملت انگلیس در دوران استوارت استدلال می‌کند.

## نوین
جنبش ناسیونالیست انگلیس ریشه در تصور بسیاری از مردم انگلیس دارد که آنها اصولاً یا منحصراً انگلیسی تا بریتانیایی، که نمایانگر دیدگاه در سایر کشورهای سازنده است. افزایش قابل توجه هویت انگلیسی در سالهای اخیر، که با افزایش نمایش پرچم انگلیس (به ویژه در طول مسابقات بین‌المللی ورزشی به عنوان مثال) جام جهانی فیفا و قهرمانی اروپا یوفا)، گاهی اوقات در رسانه‌ها به افزایش تفویض قدرت سیاسی به اسکاتلند، ولز و ایرلند شمالی نسبت داده می‌شود.
یکی از انگیزه‌های احتمالی برای حمایت از تأسیس نهادهای سیاسی خودگردان انگلیس، مسئله لوتین غربی بوده‌است: ناسازگاری قانون اساسی که به موجب آن نمایندگان اسکاتلند، ولز و ایرلند شمالی در پارلمان انگلستان توانسته‌اند رأی‌هایی را به لوایحی بدهند که فقط در انگلیس اعمال می‌شود در حالی که نمایندگان انگلیس در رابطه با قوانین اسکاتلندی، ولزی و ایرلند شمالی از چنین حقوقی کمتری برخوردار بوده‌اند که در بسیاری از موارد توسط قانونگذارهای منتقل شده انجام می‌شود. این ناهنجاری در سال ۲۰۱۵ با استفاده از آرا English انگلیسی برای رویه‌های قوانین انگلیس مورد بررسی قرار گرفت تا اطمینان حاصل شود که قوانینی که فقط بر انگلیس تأثیر می‌گذارد به اکثریت آرا MPs نمایندگان نمایندگان حوزه‌های رای‌گیری انگلیس احتیاج دارند.
بسیاری از جنبش‌های ملی گرایانه معاصر انگلیس با حمایت از سیاست‌های اقتصادی و اجتماعی حق مرکز همراه هستند ، اما ملی گرایان در جای دیگر انگلستان به سمت موضع‌گیری سیاسی سوسیال دموکرات گرایش دارند، این را سیاست‌های حزب ملی اسکاتلند و پلید سیمرو نشان می‌دهد. ناسیونالیسم انگلیسی نیز غالباً با Euroscepticism مرتبط است.
در حالی که اصولاً هیچ تضادی بین اهداف ناسیونالیسم انگلیسی، اسکاتلندی، ولزی و ایرلندی وجود ندارد، اما بین بسیاری از اشکال ناسیونالیسم انگلیسی و ناسیونالیسم کورنیش ناسازگاری ذاتی وجود دارد، زیرا کورن وال از نظر اداری بخشی جدایی ناپذیر از انگلیس است. همچنین، تا آنجا که ناسیونالیسم انگلیس طرفدار جدایی سیاسی انگلیس از بقیه انگلستان است، با اتحادیه گرایی ولز، اسکاتلند یا ایرلند شمالی سازگار نیست.
Brexit به عنوان علامت ملی‌گرایی انگلیسی توصیف شده‌است.

### نظرسنجی‌ها
نظرسنجی MORI در سال ۲۰۰۶ به سفارش کمپین یک پارلمان انگلیس نشان داد که حمایت از ایجاد پارلمان انگلیس با همان اختیاراتی که پارلمان اسکاتلند موجود دارد افزایش یافته‌است، با ۴۱٪ از کسانی که از چنین سedالاتی طرفداری می‌کنند.
در همان ماه نظرسنجی ICM Omnibus به سفارش Progressive Partnership (یک سازمان تحقیقاتی اسکاتلندی) نشان داد که حمایت از استقلال کامل انگلیس به ۳۱٪ از افراد مورد سؤال رسیده‌است.
در نوامبر ۲۰۰۶، نظرسنجی ICM دیگری، به سفارش ساندی تلگراف، نشان داد که حمایت از پارلمان انگلیس به ۶۸٪ و حمایت از استقلال کامل انگلیس به ۴۸٪ از افراد مورد سؤال رسیده‌است.
مطالعه ای که برای کمیسیون برابری نژادی (CRE) در سال ۲۰۰۵ انجام شد نشان داد که، در انگلیس، اکثر شرکت کنندگان اقلیت قومی که در آنجا متولد شده‌اند، عمدتاً انگلیسی بودن را مشخص کردند، در حالی که شرکت کنندگان انگلیسی سفیدپوست اول انگلیسی و دوم انگلیسی بودند.
نظرسنجی YouGov برای بی‌بی‌سی در سال ۲۰۱۸ نشان داد که جوانان نسبت به نسل‌های قدیمی و انگلیسی هر چه بیشتر از لندن زندگی کنند، کمتر احساس سربلندی می‌کنند که انگلیسی هستند، احتمال شناسایی آنها با یک قسمت خاص از انگلیس بیشتر است.

## سازمان‌های تجزیه‌طلب
- حزب استقلال انگلیس
- حزب اول انگلیس (ثبت نام حزب سیاسی در ۱۴ ژوئن ۲۰۱۲)
- ارتش آزادیبخش خلق انگلیس (سازمان بمب‌گذاری تروریستی جزئی)

## فهرست گروه‌های پارلمانی انگلستان
- دموکرات‌های انگلیسی
- کمپین برای پارلمان انگلیس